# 싸이얼지니아오
싸이얼지니아오(중국어: 塞尔吉尼奥, 병음: Sài Ěrjíní'ào, 한자음: 새이길니오, 1995년 3월 15일~)는 브라질 출신 중화인민공화국의 축구 선수로 포지션은 공격형 미드필더, 스트라이커이다. 현재 중국 슈퍼리그의 창춘 야타이와 중국 축구 국가대표팀에서 활동하고 있다.
2025년 중화인민공화국으로 귀화했으며 브라질 포르투갈어 이름은 세르지우 안토니우 솔레르 지 올리베이라 주니오르(브라질 포르투갈어: Sérgio Antônio Soler de Oliveira Júnior)였다. '작은 세르지우'라는 뜻인 세르지뉴(브라질 포르투갈어: Serginho)로도 불렸다.

## 구단 경력
싸이얼지니아오는 1995년 브라질 몬치아프라지베우에서 세르지우 안토니우 솔레르 지 올리베이라 주니오르(브라질 포르투갈어: Sérgio Antônio Soler de Oliveira Júnior)라는 이름으로 태어났다.
2011년 15살에 허리 부상 재발로 상파울루 FC 유소년팀에서 방출된 후 2011년 산투스 FC의 유소년팀에 입단했다. 그는 상파울루 U-20에서 활동하며 상파울루 U-20의 2014년 코파 상 파울루 지 푸테보우 주니오르 우승에 기여했다.
2014년 3월 9일 상파울루가 오에스치 FC에 4대 1로 승리한 캄페오나투 파울리스타에서 상파울루 1군에 데뷔했다. 이후 9월 11일 상파울루가 스포르트 헤시피에 3대 1로 패배한 캄페오나투 브라질레이루 세리이 A 경기에서 세리이 A 데뷔전을 가졌다.
2016년 1월 15일 상파울루와의 계약을 2018년까지 연장했고 7월 7일 2016년 말까지 EC 비토리아로 임대되었다. 2016년 11월 17일 비토리아가 산투스에 2대 3으로 패배한 경기에서 비토리아의 두 번째 득점을 기록하며 프로 첫 번째 득점을 기록했다.
2017년 2월 17일 2017 캄페오나투 파울리스타 종료까지 EC 산투 안드레로 임대를 갔고, 산투스로 복귀한 후 2017년 7월 상파울루가 아틀레치쿠 미네이루에 1대 0으로 승리한 경기 이전까지 산투스의 경기에 출전하지 않았다. 그는 9월 이후 산투스의 교체 출전 선수로 주로 활동했다.

### 가시마 앤틀러스

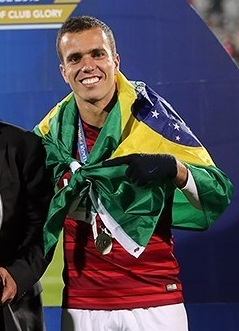
2018년 AFC 챔피언스리그 결승전 시상식 당시의 세르지뉴

2018년 1월 23일 산투스에서 아메리카 FC로 임대를 갔고 7월 29일 산투스에서 J1리그의 가시마 앤틀러스로 이적했다. 그는 가시마의 2018년 AFC 챔피언스리그 우승에 기여했다.

### 창춘 아타이
2020년 1월 가시마 앤틀러스에서 중국 갑급리그의 창춘 야타이로 이적했고 2020년 중국 갑급리그 우승을 달성했다. 이후 2025년 1월 27일 계약 만료로 창춘 야타이를 떠났다.

### 베이징 궈안
2025년 2월 2일 베이징 궈안은 세르지우의 이적을 발표했고 그는 등번호로 7번을 받았다. 2025년 3월 29일 베이징 궈안이 청두 룽청에 1대 1로 비긴 중국 슈퍼리그 2025 3라운드에서 베이징 궈안 데뷔전을 가졌고 4월 15일 베이징 궈안이 우한 싼전에 4대 4로 비긴 슈퍼리그 경기에서 베이징 궈안 소속으로 첫 번째 득점을 기록했다.

## 국가대표팀 경력
싸이얼지니아오는 브라질, 이탈리아의 시민권을 가지고 있어 브라질 축구 국가대표팀, 이탈리아 축구 국가대표팀에 선발될 자격이 있었다. 그는 2025년 3월 13일 브라질, 이탈리아 시민권을 포기하고 중화인민공화국 시민권을 취득했고 이름을 중국어식 싸이얼지니아오(중국어: 塞尔吉尼奥, 병음: Sài Ěrjíní'ào, 한자음: 새이길니오)로 개명했다.
중화인민공화국 귀화 후 사우디아라비아 축구 국가대표팀과 오스트레일리아 축구 국가대표팀과의 2026년 FIFA 월드컵 아시아 지역 3차 예선에 참가하는 중국 축구 국가대표팀에 선발되었다. 그는 2025년 3월 25일 중국 대표팀이 오스트레일리아 대표팀에 0대 2로 패배한 3차 예선 경기에서 중국 대표팀 데뷔전을 가졌다.

## 수상 내역
산투스 FC
- 캄페오나투 파울리스타: 2015, 2016
- 코파 상 파울루 지 푸테보우 주니오르: 2014

 가시마 앤틀러스
- AFC 챔피언스리그: 2018

 창춘 아타이
- 중국 갑급리그: 2020